# Elard Johannes Kulenkamp
Elard Johannes Kulenkamp (* 30. November 1777 in Witzenhausen; † 15. Juni 1851 in Kassel) war ein kurhessischer Jurist.

## Leben

### Familie
Elard Johannes Kulenkamp wurde als Sohn von Friedrich Wilhelm Kulenkamp (* 20. März 1714 in Halberstadt; † 7. Juni 1799 Witzenhausen), der 1746 als Kammerrat in die Dienste des Landgrafen Friedrich von Hessen-Kassel trat, geboren. Der Vater war während des Siebenjährigen Krieges, als das Land wiederholt von französischen Truppen besetzt wurde, wegen seiner Fach- und Sprachkenntnisse einer der einflussreichsten Männer des Landes. Weil sich sein Vater nach Beendigung des Krieges zurückgesetzt fühlte, gab er sein Amt auf und lebte auf seinem Besitz in Witzenhausen. Sein Vater war in dritter Ehe mit seiner Mutter Katharine Elisabeth (* 27. April 1734; † 3. Januar 1788), jüngste Tochter von Elard J. Biskamp (1696–1762), Metropolitan in Zierenberg, verheiratet. Elard Johannes Kulenkampf war das jüngste von siebzehn Kindern. Der Großvater war Michael Kulenkamp (1678–1743), Rat in der obersten Gerichtsbehörde in Kassel, und sein Onkel war der Kriegs- und Domänenrat Philipp August Kulenkamp in Rinteln.
Elard Johannes Kulenkamp heiratete am 7. Juni 1808 in Friedewald seine Cousine Gertrude Auguste Luise (* 30. April 1777; † 30. März 1847), Tochter von Georg Elard Biskamp, Rat und Amtmann in Treysa. Ihre Kinder waren:
- Wilhelmin Henriette Caroline Auguste Kulenkamp (* 1809; † 1821);
- Friedrich Hartmann Elard Julius August Kulenkamp (* 1810; 12. Juni 1831), verstarb nach einem Jahr Studium der Rechtswissenschaften an der Universität Marburg;
- George Friedrich Wilhelm Conrad Elard August Kulenkamp (* 1812; † 8. August 1827), verstarb kurz vor Beginn seines Studiums;
- Carl Julius George Christian Elard August Kulenkamp (* 1813; † 10. Februar 1841 in Homburg), Amtsassessor im Justizamt;
- Amalie Caroline Charlotte Sophie Elardine Auguste Kulenkamp (* 1814; † 1844) heiratete Friedrich Ludwig Heinrich Münscher (1805–1893), Dr. phil., Gymnasialdirektor in Marburg;
- Franz Kulenkamp (* 1816; † 1818);
- August Kulenkamp (* 1817; † unbekannt);
- Sophie Dorothea Marie Auguste Kulenkamp (* 1819; † 1841) heiratete in Kassel den Apotheker Heinrich Valentin Carl Franz Theodor Hartung gen. Schwarzkopf (* 1811; † 1858), später Obermedizinal-Assessor.

### Werdegang
Trotz schlechter schulischer Vorbildung begann Elard Johannes Kulenkamp am 16. Oktober 1795 an der Universität Marburg ein Studium der Rechtswissenschaften und hörte Vorlesungen beim Professor Philipp Friedrich Weiß. Im Frühjahr 1799 bestand er das Examen, jedoch nur mittelmäßig, so dass er beschloss, nicht die juristische Laufbahn in den Höheren Behörden des Landes einzuschlagen, sondern sich um eine Advokatur zu bewerben. Im Sommer 1799 bestand er das Advokatur-Examen an der Universität Göttingen mit „Gut“.
Auf seine Bewerbung hin wurde er durch landesherrliches Reskript vom 28. März 1800 zum Stadtsyndikus und Advokaten beim Justizamt in Treysa bestellt. Mit Reskript vom 27. September 1803 wurde er zum Amtsassistenten des Justizbeamten Georg Elard Biskamp (1736–1807), eines Bruders seiner Mutter und Vater seiner späteren Ehefrau, ernannt; 1806 erfolgte die Ernennung zum Amtsadjunkten. In dieser Zeit beschäftigte er sich auch mit schriftstellerischen Tätigkeiten und publizierte in mehreren Zeitschriften juristische, aber auch historische und gemeinnützige Aufsätze.
Am 18. August 1807 wurde der größte Teil von Kurhessen dem neuen Königreich Westphalen zugewiesen, und am 1. Januar 1808 begann die neue, französisch organisierte Regierung des Königs Jérôme Bonaparte.
Elard Johannes Kulenkamp wurde am 15. Februar 1808 als Richter bei dem Distrikt-Tribunal in Hersfeld angestellt. Da seit dem 1. Januar 1808 der Code Napoleon als Gesetzbuch und seit dem 1. März 1809 auch eine neue bürgerliche Prozessordnung galt, musste er sich rasch in die neuen Verhältnisse einfinden. In dieser Zeit war er auch schriftstellerisch mit der neuen Gerichtsverfassung tätig und verfasste teils einzelne Abhandlungen, von denen mehrere in der von Karl Michael Eggena herausgegebenen juristischen Bibliothek erschienen, aber beschäftigte sich auch wissenschaftlich mit diesem Thema und schrieb hierzu selbständige Werke. Er blieb in seinem Richteramt bis Anfang 1814, denn nachdem Kurfürst Wilhelm I. am 1. November 1813 wieder Herrscher über das Kurfürstentum Hessen geworden war, verfügte dieser, dass am 10. Januar 1814 die westphälische Verfassung aufgehoben werde und die Beamten am 15. Februar 1814 wieder auf ihre alten Dienstposten zurückkehren sollten. Da dies nicht auf Elard Johannes Kulenkamp zutraf, da er seinerzeit nicht in einer selbständigen Funktion war, blieb er vorerst auf seinem Dienstposten.
Durch ein Reskript des Kurfürsten wurde er zum Justizbeamten (entsprach Amtmann) in Friedewald bei Hersfeld ernannt; er trat sein Amt am 22. April 1814 an. Dort führte er für seinen Gerichtsbezirk die Rügegerichte wieder ein, die viermal jährlich abgehalten wurden, zwei im Oberamt Friedewald, zwei im Unteramt Heringen.
Nachdem am 27. Februar 1821 Kurfürst Wilhelm II. die Regierung übernommen hatte, wurde durch Geheimrat Friedrich Krafft eine neue Organisation der gesamten inneren Landesverwaltung, das heißt Bürokratie und eine straffere und schematisierte Organisation eingeführt und die Rechte der Korporationen beschränkt.
Er wurde an eines der vier neu eingerichteten Obergerichte versetzt und trat am 5. Oktober 1821 in Fulda seine neue Stelle als Obergerichtsrat im Zivilsenat des Obergerichts Fulda an. In der ersten Zeit konnte er an den Geschäften des Obergerichtes keinen Anteil nehmen, weil er vom Justizministerium beauftragt worden war, einen Entwurf zu einer neuen Untergerichtsordnung für Kurhessen auszuarbeiten; mit dieser Aufgabe war er bereits nach zwei Monaten fertig.
Im Herbst 1822 wurde er zum Rat beim Oberappellationsgericht Kassel ernannt und begann sein Amt am 6. November 1822.
Seit 1823 nahm er, anfangs als Stellvertreter, später als eigentliches Mitglied an der juristischen Prüfungskommission teil.
Durch eigenen Entschluss und einen später erfolgten landesherrlichen Auftrag unternahm er ab 1826, unter Oberaufsicht des Justizministeriums, aus der großen Menge althessischer Landesverordnungen das noch Gültige zu erfassen und zu erläutern; diese Aufgabe erledigte er bis 1839, ohne seine eigentlichen Aufgaben beim Oberappellationsgericht zu vernachlässigen. Diese Arbeit wurde als Neue Sammlung der Landesordnungen, Ausschreiben und allgemeine Verfügungen, welche bis zum Oktober 1806 für die älteren Gebietstheile Kurhessens ergangen sind veröffentlicht.

### Kurhessischer Verfassungskonflikt
1850 weigerte sich die vom Bürgertum beherrschte Ständeversammlung, den von der Regierung vorgelegten Staatshaushalt zu bewilligen, weil vom kurhessischen Innen- und Justizminister Ludwig Hassenpflug kein Budget vorgelegt worden war. Daraufhin löste der Kurfürst die Ständeversammlung wegen Bruchs der Verfassung namentlich des § 143 der Verfassungsurkunde, wonach die Stände für Aufbringung des Staatsbedarfs durch Bewilligung von Abgaben zu sorgen haben, auf und verfügte durch landesherrliche Verordnung vom 4. September 1850 eine Steuer-Notverordnung, um weiterhin Steuern erheben zu können. Als Antwort darauf riefen die Presse und der landständische Ausschuss sowohl Behörden als auch Untertanen dazu auf, diese Verordnung nicht zu befolgen, weil sie verfassungswidrig sei. Nachdem die Verordnung tatsächlich nicht umgesetzt wurde, ließ der Kurfürst durch Verordnung vom 7. September 1850 den Kriegszustand über Kurhessen ausrufen und sämtliche Militär- und Zivilbehörden, ausgenommen den Richterstand, unter einen obersten Militärbefehlshaber stellen.
Das inzwischen angerufene Präsidium des Oberappellationsgerichts, das von Elard Johannes Kulenkamp geführt wurde, weil der Präsident Ludwig Emil August Duysing (1785–1861) gesundheitsbedingt nicht dazu in der Lage war, befand, dass aufgrund des fehlenden Budgets die Ständeversammlung im Recht sei und die vom Landesherrn verfügten Ausnahmeverordnungen nicht im Recht begründet seien.
Der Kurfürst verschärfte daraufhin das Kriegsrecht mit einer landesherrlichen Verordnung vom 28. September 1850 und sprach den Gerichten die Zuständigkeit ab, landesherrliche Erlasse auf ihre Verfassungsmäßigkeit zu überprüfen. Am 3. Oktober 1850 erklärte das Oberappellationsgericht Kassel auch diese Verordnung für verfassungswidrig.
Nachdem fast alle Offiziere zwischen dem 9. und 12. Oktober 1850 ihre Entlassungsgesuche eingereicht hatten, weil sie einen Eid auf die Verfassung abgelegt hatten, rief der Kurfürst die Bundesversammlung um Hilfe an, die im Rahmen einer Bundesintervention das Bundesexekutionskorps entsandte. Elard Johannes Kulenkamp hätte inzwischen zwar nach fünfzigjähriger Dienstzeit um seine Pensionierung nachsuchen können, hielt dies aber für Feigheit und übernahm die weiteren Verhandlungen und Beratungen mit den Behörden.
Als im Dezember 1850 der österreichische Feldmarschalleutnant Graf von Leiningen-Westerburg-Neuleiningen (1812–1856) im Namen des Deutschen Bundes und General Eduard von Peucker im Namen Preußens und seiner Verbündeten als Zivilkommissare an der Spitze der Truppen in Kurhessen eingeführt wurden und die Befolgung der landesherrlichen Verordnungen vorschrieben, kam es ihnen vor allem darauf an, das höchste Gericht umzustimmen; hierzu gaben die Kommissare die Erklärung ab, dass sie Beauftragte des Deutschen Bundes seien. Das höchste Gericht vertrat nun die Ansicht, dass Preußen zwar nicht dem von Österreich berufenen Bundestag beigetreten war, aber die mangelnde Bevollmächtigung seitens einer obersten Behörde des deutschen Bundes durch die von allen deutschen Regierungen erteilte Vollmacht an die Kommissare wirksam sei. Am 18. Dezember 1850 fasste das Oberappellationsgericht den Beschluss, der Steuerverordnung doch nachzukommen, insbesondere aus Rücksicht auf das allgemeine Landeswohl. Nachdem jedoch die kurfürstliche Regierung sich nicht entgegenkommend erwiesen und General von Peucker sein gegebenes Versprechen gebrochen hatte, nicht exekutiv gegen das Land tätig zu werden, indem er Graf Leiningen am 22. Dezember 1850 Kassel besetzen ließ, glaubte Elard Johannes Kulenkamp sich in seiner juristischen Ehre derart verletzt, dass er von nun an in Siechtum überging und nach wenigen Monaten an Entkräftung verstarb.
Es blieb beim Bruch der Verfassung und deren Außerkraftsetzung.

## Auszeichnungen
- Am 29. Juli 1827 ernannte ihn die juristische Fakultät, bei der Gelegenheit der 300-Jahr-Feier der Universität Marburg, zum Ehrendoktor beider Rechte (Dr. jur. utr.).
- 1836 erhielt er das Ritterkreuz des Kurhessischen Hausordens vom Goldenen Löwen.
- Der Kurfürst ehrte ihn am 4. April 1850 durch das Kommandeurkreuz 2. Klasse des Hausordens vom Goldenen Löwen.
- Die Stadt Treysa verlieh ihm 1850 das Ehrenbürgerrecht.

## Schriften (Auswahl)
- Etwas von der Geschichte und dem Rechte der Kirchmessen in den hessischen Landen. Bernhard Christian Duysing: Annalen der Gesetzgebung, Band 1, Heft 1. 1803. S. 88–104.
- Vom Näherrecht in den kurhessischen Landen. Bernhard Christian Duysing: Annalen der Gesetzgebung, Band 1, Heft 4. 1803. S. 49–95; Heft 5 S. 29–76; Heft 6 S. 64–72.
- Versuch einer Anleitung zur zweckmäßigen Anwendung und Erhaltung der Amts-, Rentherey-, Stadt-, Familien-, Gerichts- und Kirchenreposituren. Marburg, 1805.
- Geschichte der Stadt Treysa, in der Grafschaft Ziegenhayn. Marburg 1806.
- Statut der Stadt Treysa in Niederhessen von 1592 mit Anmerkungen. Bernhard Christian Duysing: Annalen der Gesetzgebung, Heft 7, S. 49–66.
- Das Recht der Handwerker und Zünfte nach den Reichs- und Kurhessischen Landesgesetzen. Marburg 1807.
- Ueber die gerichtliche Polizei und das Verfahren der Municipalpolizeigerichte und der Korrektionstribunale nach französischen und westphälischen Gesetzen: Nebst einem alphabet. Verzeichniß der im Gesetzbülletin des Königreichs Westphalen vorkommenden Strafverfügungen. Braunschweig : Vieweg, 1810.
- Darstellung des Executions-Verfahrens, nach der Westphälischen und Französischen Prozess-Ordnung. Band 1. Band 2. Band 3. Göttingen, H. Dieterich, 1811.
- Beiträge zur Kritik des Textes und der Übersetzung der westphälischen Prozeßordnung. Juristische Bibliothek von 1811, St. 2, S. 153–178.
- Über Sabbatvergehen und Sabbathsbußen. Juristische Bibliothek von 1811, St. 3, S. 344–357.
- Beyträge zu der Lehre von dem Verhältnisse der Rechts-Pflege zur Verwaltung nach der Verfassung Frankreichs und Westphalens. Göttingen, 1813.
- Neue Sammlung der Landes-Ordnungen, Ausschreiben und anderer allgemeinen Verfügungen, welche bis zum Ende des Oktobers 1806 für die älteren Gebietstheile Kurhessens ergangen sind.
  - 1. Band: Jahre 1524 bis 1735 einschließlich. Cassel, 1828.
  - 2. Band: Jahre 1736 bis 1748 einschließlich. Cassel, o. J. (1835)
  - 3. Band: Jahre 1749 bis 1785 einschließlich. Cassel Hof- und Waisenhaus-Druckerei O. J. (1838)
  - 4. Band: Jahre 1785 bis 1806 einschließlich. Cassel, o. J. (1839)
  - 5. Band: Alphabetisches Inhalts-Verzeichniß der vier Bände der Neuen Sammlung der Landes-Ordnungen etc., welche bis zum Ende des Oktobers 1806 für die älteren Gebietstheile Kurhessens ergangen sind. Cassel Hof- u. Waisenhaus-Buchdruckerei 1843.

- Systematisches Repertorium aller sowohl in der Neuen Sammlung der althessischen Landes-Ordnungen bis zum Ende des Oktobers 1806 als auch in der Sammlung von Gesetzen etc. für Kurhessen vom 12ten Dezember 1813 bis zum Schlusse des Jahres 1842 enthaltenen, für die Kurhessischen Staaten ergangenen Gesetze, Verordnungen, Anschreiben und anderen allgemeinen Verfügungen, Cassel 1843 Google, Staatsbibliothek Berlin, Bayrische Staatsbibliothek
  - Sammlung von Nachträgen zu dem systematischen Repertorium der kurhessischen Landesgesetze Erste Lieferung Nachträge aus dem Jahre 1843 etc., Cassel 1844

- Literatur des gesammten kurhessischen Rechts nebst einer Nachweisung aller gedruckten Entscheidungen des Oberappellationsgerichts zu Cassel. Cassel, 1846.
- Herausgeber, nach des Verfassers Carl Philipp Theodor Schwenken Tod: Die Amtsvergehen, ihre Untersuchung und Bestrafung im disziplinarischen und gerichtlichen Wege nach gemeinem und besonders Kurhessischem Rechte. Cassel Fischer (1848).